# Dekorationsmåleri
Dekorationsmåleri är måleri som utförs för att försköna en byggnadsyta genom lasering, ådring och marmorering eller med dekorativa mönster eller bilder. Vid dekorationsmålning appliceras färgen direkt på en vägg, valv eller någon annan del av byggnaden, eller den utförs på en duk som senare fästs på väggen eller taket. 
Med ådringsteknik (ådring) kan man skapa ytor som återger träets naturliga utseende. Med marmoreringsteknik (marmorering) kan man skapa ytor som återger utseende av olika stensorter.
Historiska byggnader, såsom slott och herrgårdar, har ofta omfattande dekorationsmåleri.